# Lijst van spoorlijnen tussen Edinburgh en Glasgow
De verbinding tussen de twee grootste steden van Schotland, Edinburgh en Glasgow, worden diensten geleverd via vier verschillende spoorlijntrajecten.
| Spoorlijn                               | Ingebruikname                                          | Elektrificatie  |
| --------------------------------------- | ------------------------------------------------------ | --------------- |
| Glasgow to Edinburgh via Carstairs Line | eerste deel 15 februari 1848, volledig 1 november 1849 | Ja              |
| Glasgow to Edinburgh via Falkirk Line   | 2 februari 1842                                        | Ja (sinds 2017) |
| Glasgow to Edinburgh via Shotts Line    |                                                        | Ja (sinds 2019) |
| Airdrie-Bathgate Rail Link              | December 2010                                          | Ja              |